# ビルバオ・バスケット
クルブ・バスケット・ビルバオ・ベリーSAD（Club Basket Bilbao Berri S.A.D.）は、スペイン・バスク州ビスカヤ県ビルバオを本拠地とするプロバスケットボールチームである。リーガACB所属。ビルバオ・アレナをホームアリーナとしている。

## 歴史
2000年発足。2001-02シーズンには2シーズン目ながらLEB 2（3部）で優勝し、LEB 1（2部）に昇格した。2003-04シーズンにはLEB 1で優勝し、リーガACB（1部）に昇格した。
2007-08シーズンにはレギュラーシーズンで6位となり、発足から8シーズン目でプレーオフに初出場した。プレーオフではFCバルセロナに敗れた。2010-11シーズンにはリーガACBで準優勝した。
2024-25シーズンは、リーグ戦は16位(15位のフォルサ・リェイダCEと勝率は同じ)で終えるが、FIBAヨーロッパカップでは決勝に進出。決勝ではPAOK BCとの対戦となり、第1戦を72-65で制し、続く第2戦は84-82で敗れたが、合計スコアで上回り優勝した。ファイナルMVPにはメルヴィン・パンツァルが選出された。

## タイトル

### 国内タイトル
- リーガACB
  - 準優勝 (1): 2010-11
- スーペルコパ・デ・エスパーニャ
  - 準優勝 (1): 2007
- LEBオロ
  - 優勝 (1): 2003–04
- コパ・プリンシペ
  - 準優勝 (1): 2002
- LEBプラータ
  - 優勝 (1): 2002
- コパLEBプラータ
  - 優勝: 2002
- エウスカル・コパ
  - 優勝: 2012

### 国際タイトル
- ユーロカップ
  - 準優勝 (1): 2012–13
- FIBAヨーロッパカップ
  - 優勝(1):2025

### 個人タイトル
- リーガACBファーストチーム
  -  マルセロ・ウェルタス : 2008
  -  マルコ・トドロヴィッチ（英語版） : 2015
  -  アレックス・ムンブル : 2016
- ULEBユーロカップ最優秀選手
  -  マルコ・バニッチ : 2010
- ULEBユーロカップファーストチーム
  -  マルコ・バニッチ : 2009, 2010
  -  Kostas Vasileiadis（英語版） : 2013
- ULEBユーロカップセカンドチーム
  -  ラモント・ハミルトン（英語版） : 2013
- ULEBユーロカップ最優秀ヘッドコーチ
  -  Fotios Katsikaris（英語版） : 2013

## 過去の成績
| シーズン | 部 | リーグ    | 順位 | 勝-負 | 国王杯  | その他国内大会   | その他国内大会 | ヨーロッパ大会 | ヨーロッパ大会 | ヨーロッパ大会 |
| -------- | -- | --------- | ---- | ----- | ------- | ---------------- | -------------- | -------------- | -------------- | -------------- |
| 2000–01  | 3  | LEB 2     | 13位 | 13–20 |         |                  |                |                |                |                |
| 2001–02  | 3  | LEB 2     | 1位  | 31–8  |         | コパLEB 2        | 優勝           |                |                |                |
| 2002–03  | 2  | LEB       | 6位  | 21–14 |         | コパ・プリンシペ | 準優勝         |                |                |                |
| 2003–04  | 2  | LEB       | 1位  | 29–14 |         | コパ・プリンシペ | ベスト4        |                |                |                |
| 2004–05  | 1  | リーガACB | 14位 | 12–22 |         |                  |                |                |                |                |
| 2005–06  | 1  | リーガACB | 15位 | 13–21 |         |                  |                |                |                |                |
| 2006–07  | 1  | リーガACB | 10位 | 15–19 |         |                  |                |                |                |                |
| 2007–08  | 1  | リーガACB | 7位  | 21–15 | ベスト4 | スーペルコパ     | 準優勝         |                |                |                |
| 2008–09  | 1  | リーガACB | 8位  | 15–19 |         |                  |                | 2 ユーロカップ | ベスト4        | 11–3           |
| 2009–10  | 1  | リーガACB | 9位  | 16–18 | ベスト8 |                  |                | 2 ユーロカップ | 3位            | 13–5           |
| 2010–11  | 1  | リーガACB | 2位  | 26–17 | ベスト8 |                  |                |                |                |                |
| 2011–12  | 1  | リーガACB | 6位  | 19–17 |         | スーペルコパ     | ベスト4        | 1 ユーロリーグ | ベスト8        | 10–10          |
| 2012–13  | 1  | リーガACB | 7位  | 20–17 | ベスト8 |                  |                | 2 ユーロカップ | 準優勝         | 13–4           |
| 2013–14  | 1  | リーガACB | 14位 | 12–22 |         | スーペルコパ     | ベスト4        | 2 ユーロカップ | ベスト32       | 8–8            |
| 2014–15  | 1  | リーガACB | 5位  | 21–18 | ベスト8 |                  |                |                |                |                |
| 2015–16  | 1  | リーガACB | 10位 | 16–18 | ベスト4 |                  |                | 2 ユーロカップ | ベスト32       | 11–5           |
| 2016–17  | 1  |           | 10位 | 14–18 |         |                  |                | 2 ユーロカップ | リーグ敗退     | 3–5            |
| 2017–18  | 1  |           |      |       |         |                  |                | 2 ユーロカップ |                |                |

## 歴代所属選手
- ハビ・サルガド（英語版）
- ヘルマン・ガブリエル（英語版）
- ラウル・ロペス
- アレックス・ムンブル
- アレハンドロ・レジェス 2020-
- フランシスコ・アロンソ 2022-2023
- ジョナタン・ルーセル 2019-2022
- ダミエン・イングリス 2021-2022
- ニコラ・ラディチェヴィッチ 2022-2023
- マルコ・トドロヴィッチ（英語版）
- マルコ・バニッチ
- エミル・スレイマノヴィッチ 2019-2020,2022-2023
- ダイリース・ベルターンズ 2013-2016
- アーノルダス・クルボカ 2019-2021
- ディオール・フィッシャー 2011-2012
- Kostas Vasileiadis（英語版）
- ニコラス・ジジス 2012-2013
- マイケル・エリック 2016-2017
- ラモント・ハミルトン（英語版）
- ジェイロン・ブラウン 2018-2021
- ジョン・ジェンキンス 2020-2021
- アンドリュー・ガウデロック 2021-2023
- ジェフ・ウィジー 2021-2023
- デービッド・ウォーカー 2022
- アンヘル・デルガド 2021-2022
- ティアゴ・スプリッテル
- マルセロ・ウェルタス
- オンドレイ・バルヴィン 2019-2021

## 歴代ヘッドコーチ
- アレックス・ムンブル 2018-2022